# Underafdeling (militær enhed)
Underafdeling er inden for hære en fællesbetegnelse for kompagnier, eskadroner og batterier. Disse enheder har normalt mellem 60 og 200 soldater med en kaptajn eller en major som chef.
Underafdelinger i Hjemmeværnet kan også betegnes hjemmeværnsflotiller (Marinehjemmeværnet) og -eskadriller (Flyverhjemmeværnet).
| Militær | Spire Denne artikel om militær er en spire som bør udbygges. Du er velkommen til at hjælpe Wikipedia ved at udvide den. |